# Ferndown
Ferndown è una cittadina di 17 650 abitanti della contea del Dorset, in Inghilterra.

## Amministrazione

### Gemellaggi
- Segré, Francia